# Cabo Frio
Cabo Frio, amtlich Município de Cabo Frio, ist eine Großstadt im brasilianischen Bundesstaat Rio de Janeiro. Sie liegt in der Region Costa do Sol. Zum 1. Juli 2016 wurde die Bevölkerung in Cabo Frio auf 212.289 Menschen geschätzt, die auf 400,69 km² leben.

## Lage
Die Gemeinde und gleichnamige Stadt befinden sich 4 Meter über dem Meeresspiegel. Cabo Frio wurde im Jahr 1615 gegründet, sie ist die siebtälteste Stadt Brasiliens. Durch die Stadt fließt der Canal do Itajuru, der die Laguna de Araruama mit dem Atlantischen Ozean verbindet. In der direkten Nachbarschaft von Cabo Frio liegen die Badeorte Búzios und Arraial do Cabo.

## Geschichte
Der portugiesische Entdecker Gonçalo Coelho startete am 10. Mai 1503 mit einer aus sechs Schiffen bestehenden Flotte von den Kapverden. Kapitän Coelho hatte die Oberaufsicht über 6 Schiffe, Amerigo Vespucci war einer der fünf anderen Kapitäne. Die Expedition erreichte am 24. Juli 1503 auf sturmreicher See die nach dem weiteren Kapitän Fernão de Noronha benannte Felseninsel Fernando de Noronha, in deren Nähe das Flaggschiff des Coelho am 10. August 1503 auf Klippen lief. Am 3. September 1503 erreichte die Flotte ohne den auf Fernão de Noronha zurückgebliebenen Coelho die Allerheiligenbucht. Vespucci wartete 2 Monate vergeblich in der Allerheiligenbucht, baute danach in Cabo Frio ein Fort innerhalb von fünf Monaten und kehrte mit 2 Schiffen am 18. Juni 1504 nach Lissabon zurück.

## Sehenswürdigkeiten
- Cabo Frio lebt vorwiegend vom Tourismus und ist bekannt für seine wunderschönen Atlantik-Strände: Praia do Forte, Praia do Peró, Praia São Bento, Praia do Siqueira, Praia do Sudoeste, Praia das Dunas, Praia do Foguete, Praia das Palmeiras, Praia de Unamar.
- Die St. Matthäus-Festung (portugiesisch Forte de São Mateus do Cabo Frio) befindet sich in Sichtweite vom Praia do Forte und wurde von den Portugiesen erstmals 1503 erbaut und zwischen 1616 und 1620 durch Estêvão Gomes erneuert, um die Küste gegen Franzosen, Briten und Holländer zu verteidigen, die es auf die Rohstoffe Brasiliens, insbesondere Brasilholz, abgesehen hatten. Vom Fort hat man einen Panoramablick auf die gesamte Länge des Praia do Forte und hinüber nach Arraial do Cabo auf der gegenüberliegenden Seite.
- Nordwestlich und südöstlich der Stadt sowie auf den vorgelagerten Inseln befinden sich Teile des Staatsparks Parque Estadual da Costa do Sol.
- Westlich der Stadt befindet sich die Laguna de Araruama, ein bekannter Spot für Wind- und Kitesurfer.

## Galerie

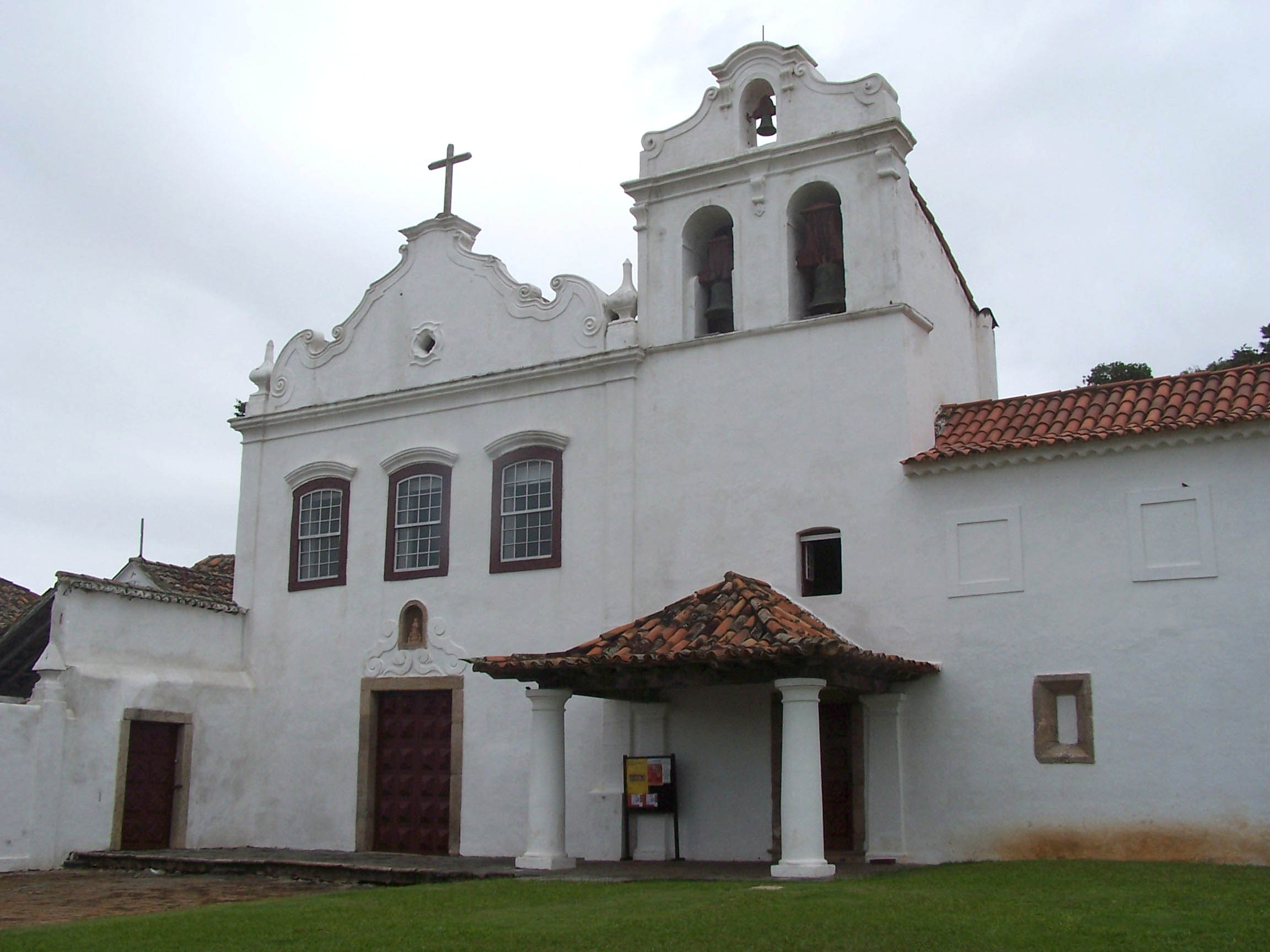
Anjos-Konvent
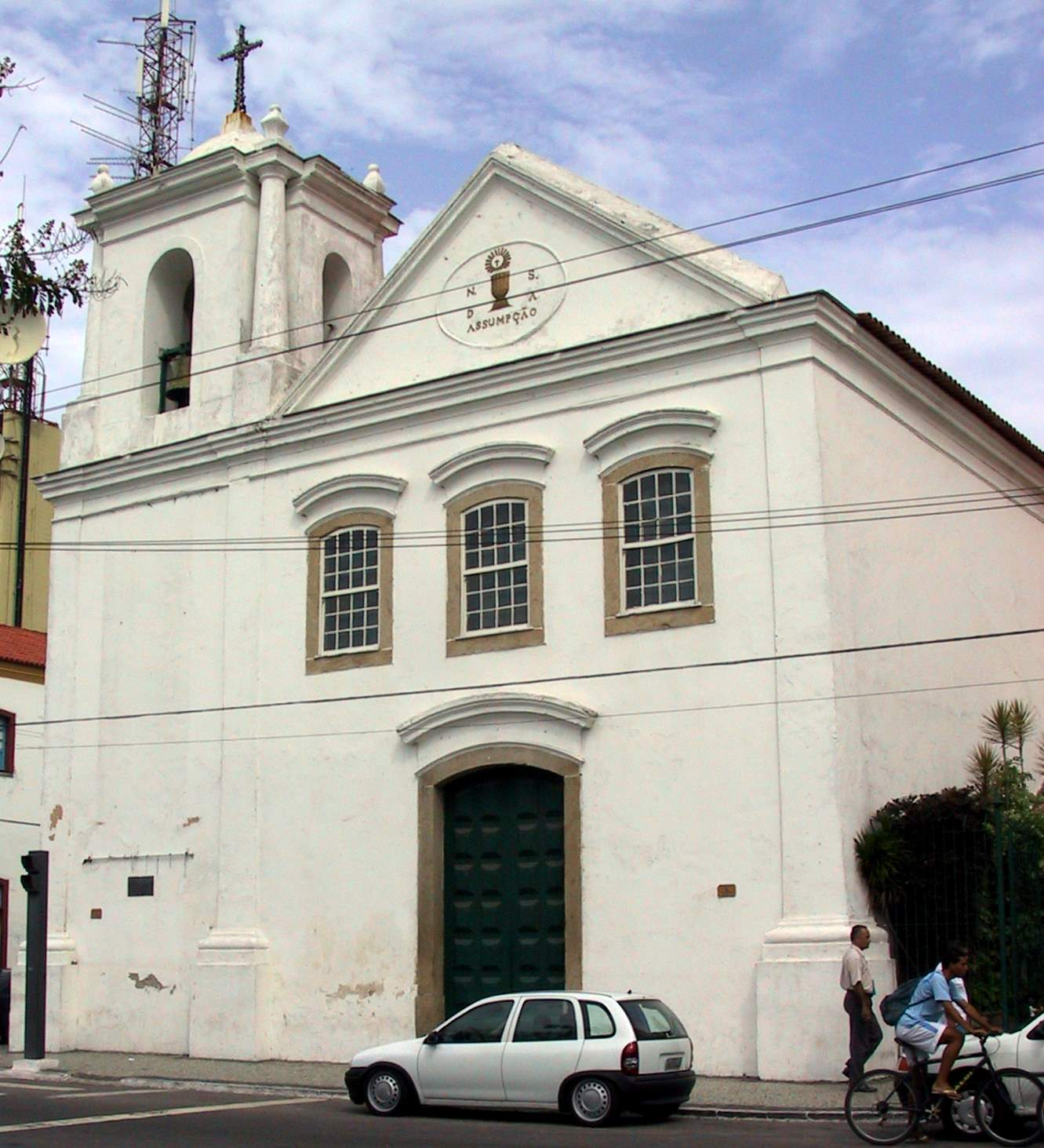
Kirche Mariä Empfängnis
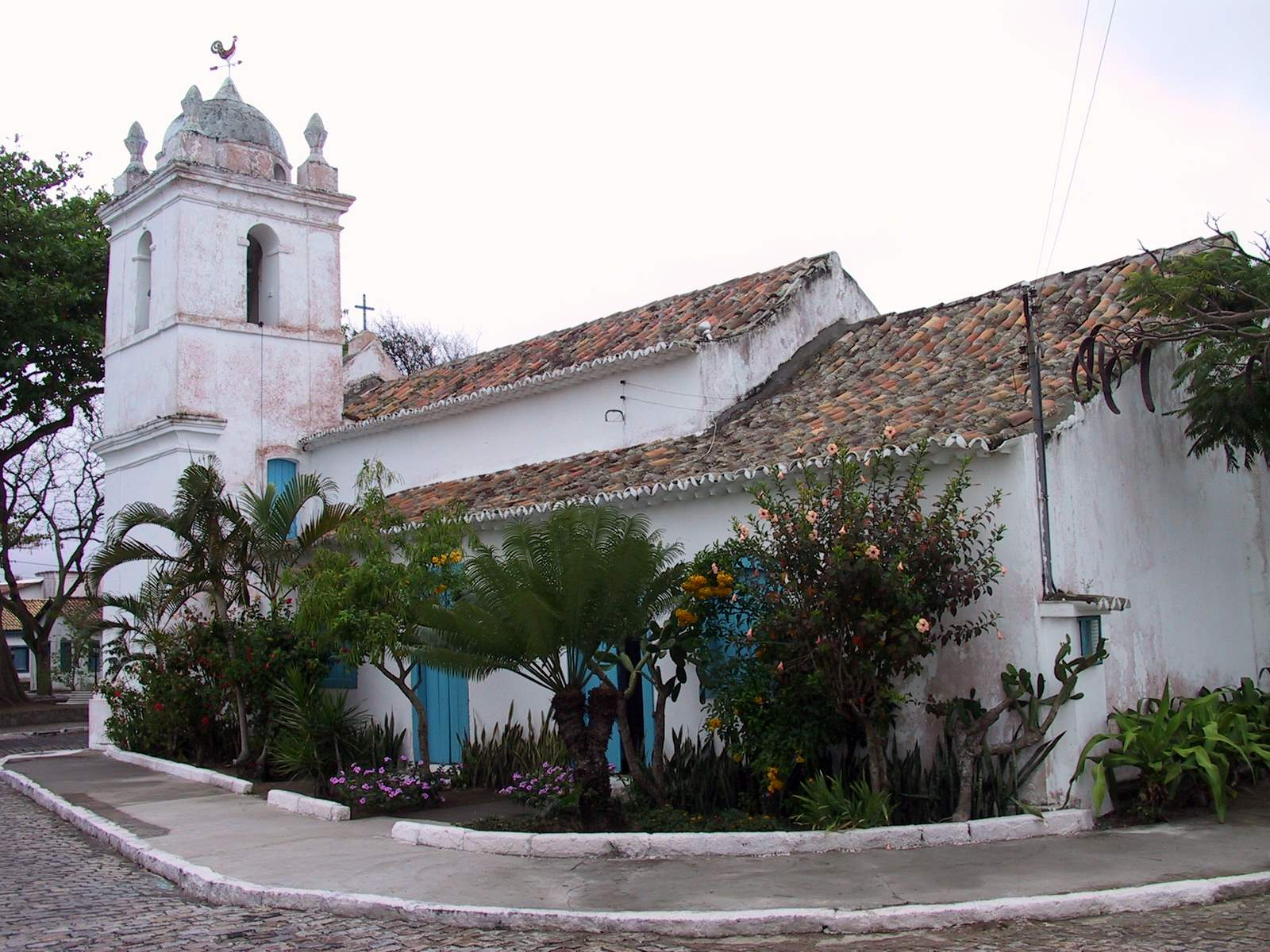
St. Benedikt-Kirche
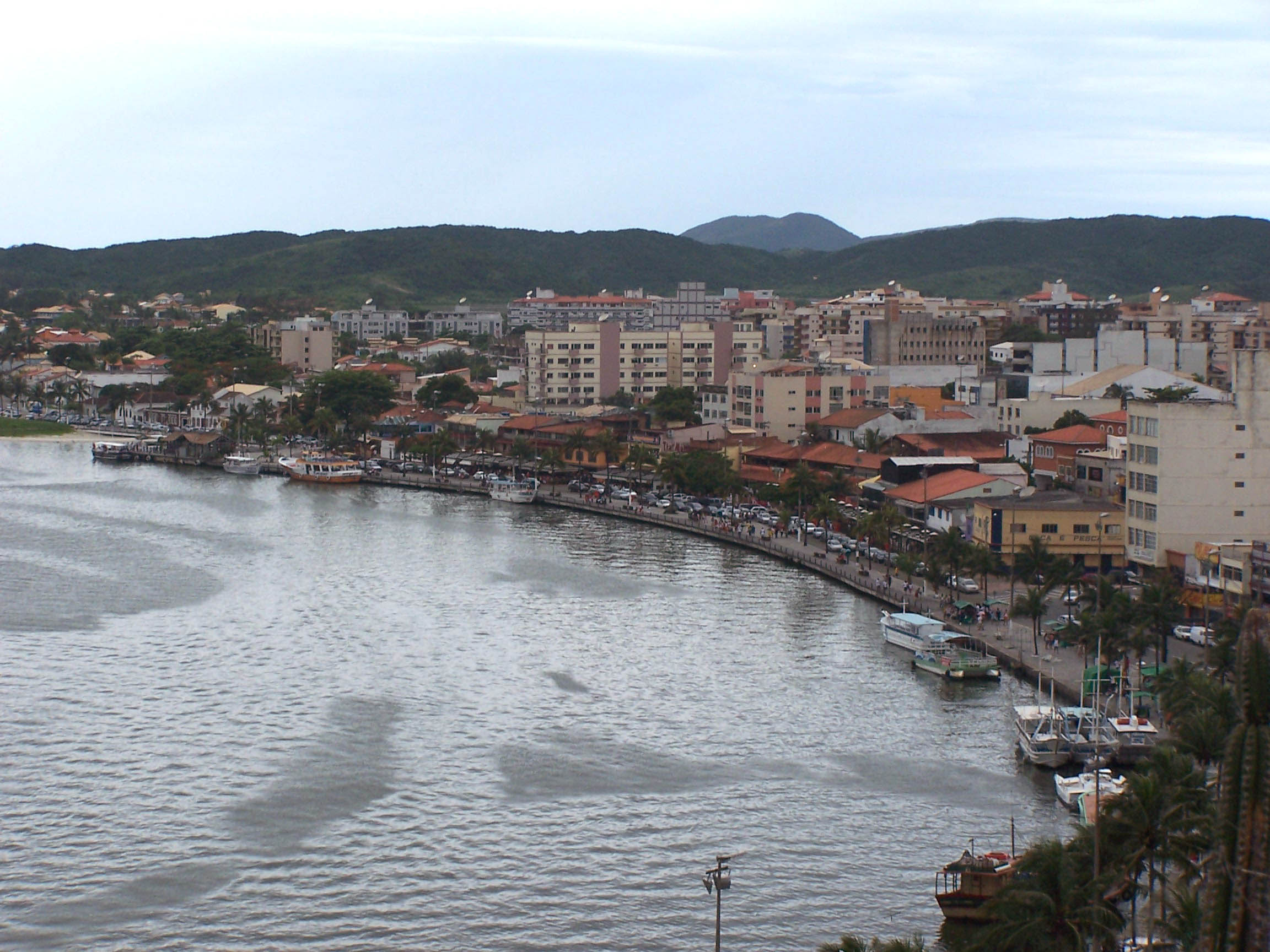
Stadtansicht
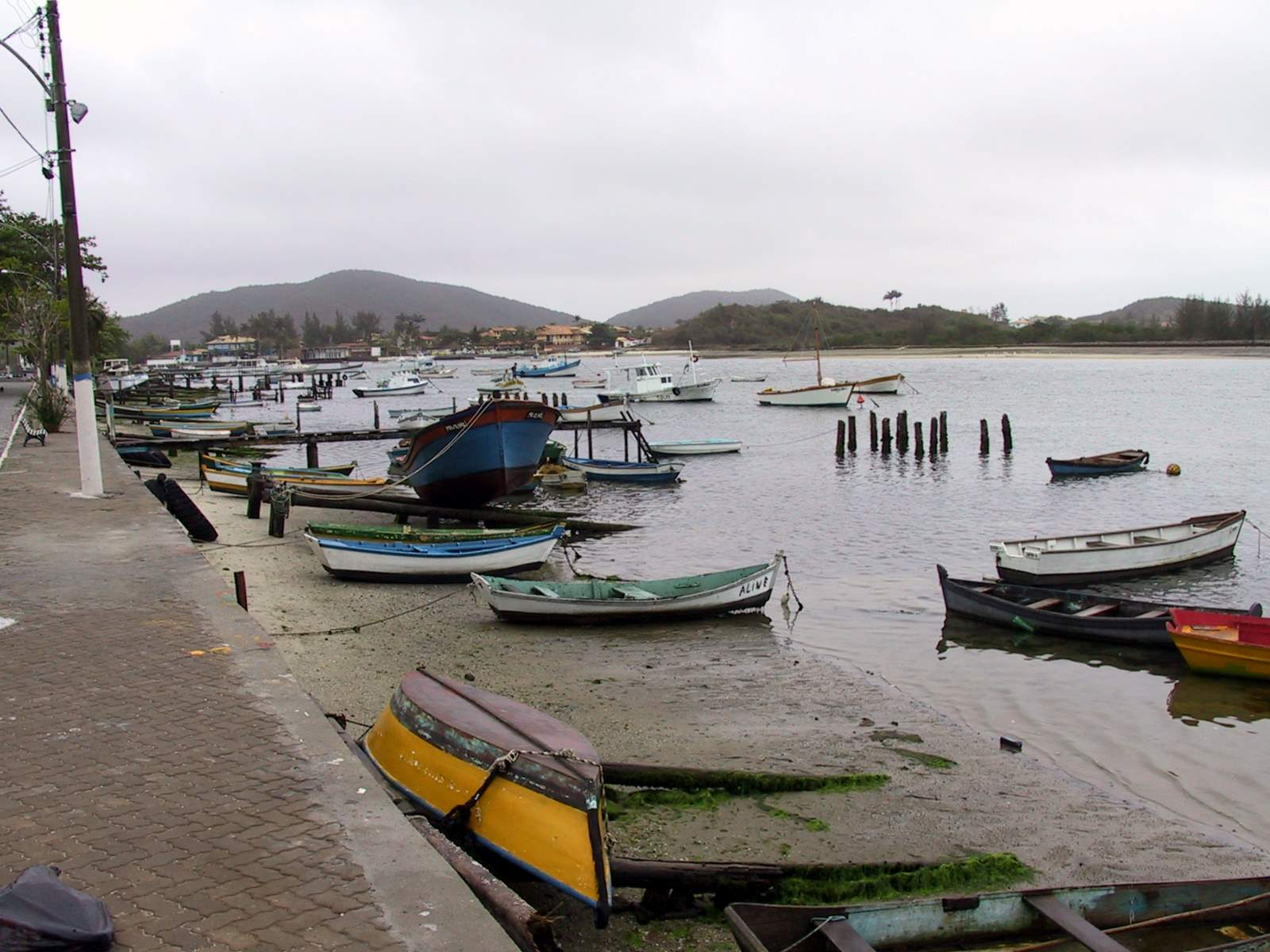
Boote am Itajuru-Kanal

## Persönlichkeiten
- Leandro Euzébio (* 1981), Fußballspieler
- David Motta Soares (* 1997), Balletttänzer
- JP Galvão (* 2001), Fußballspieler
- Vinicius Rangel (* 2001), Radrennfahrer